# اردوگاه پناهندگان بندر سالونیک

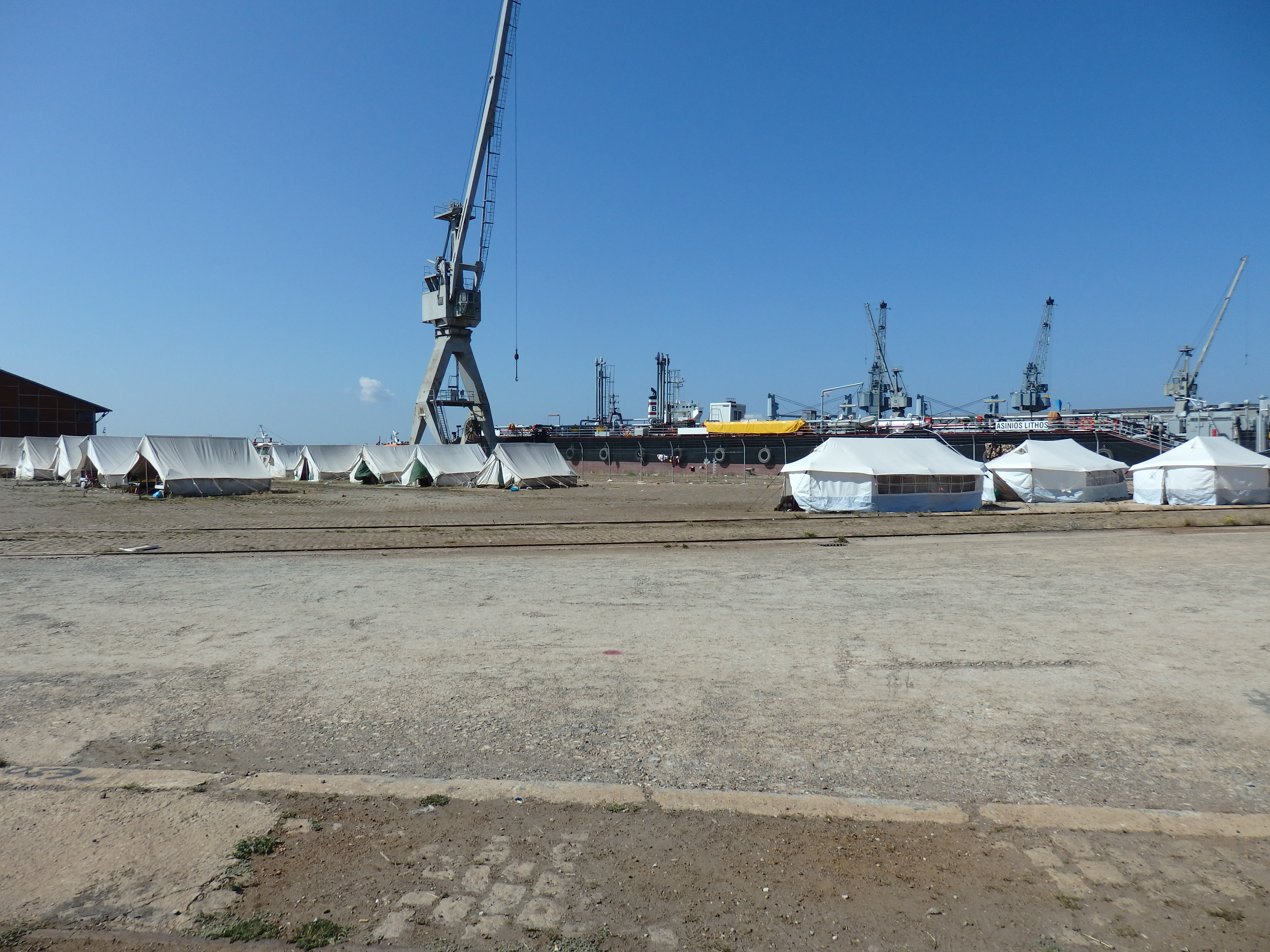
نمای چادرها در اردوگاه پناهندگان بندر سالونیک

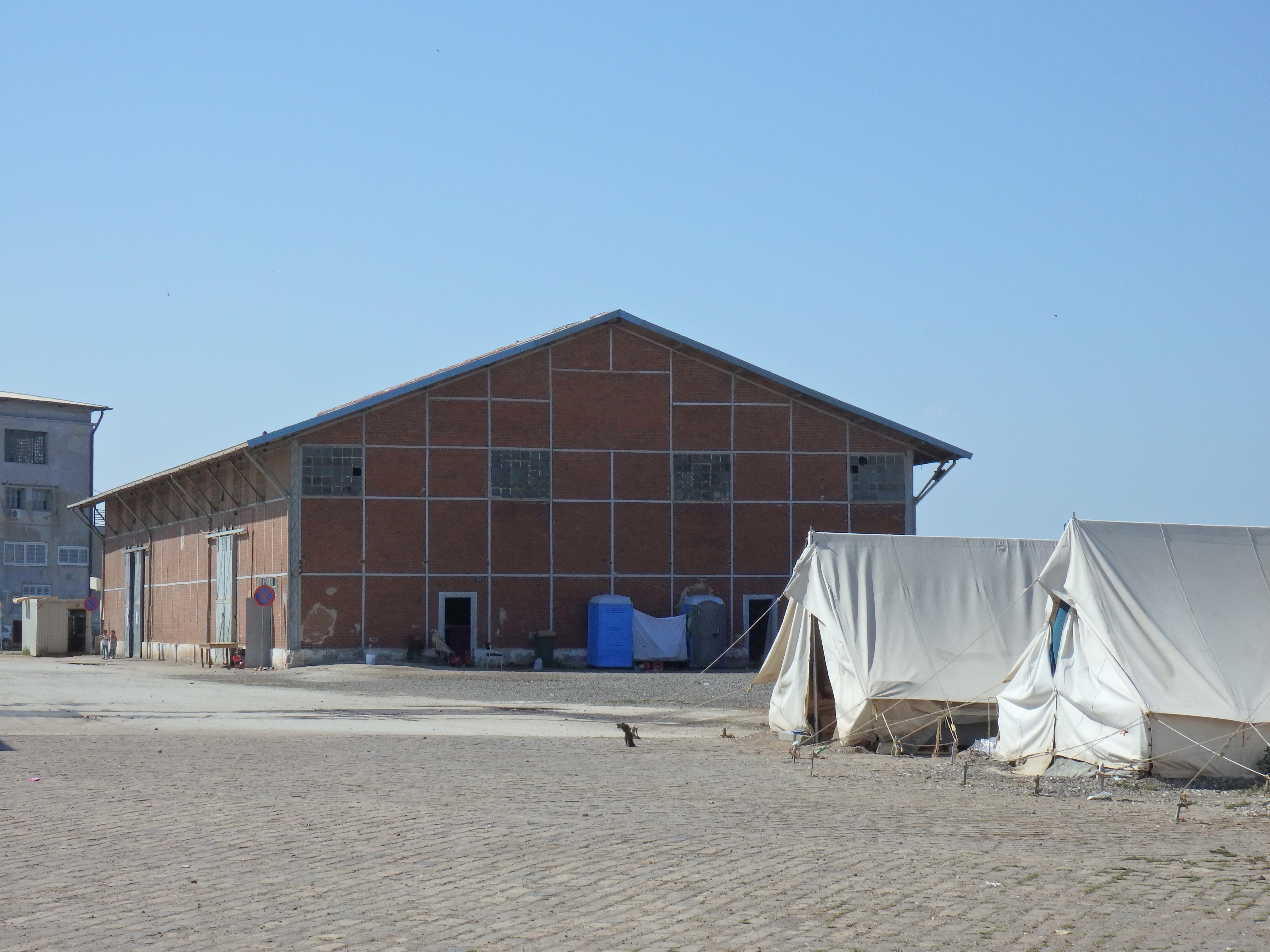
نمای ساختمان اصلی و برخی چادرهای اردوگاه پناهندگان بندر سالونیک

اردوگاه پناهندگان بندر سالونیک (انگلیسی: Thessaloniki port refugee camp) یک کمپ موقت پناهندگی است که در ۱۷ مارس ۲۰۱۶ توسط شهرداری سالونیک احداث شد و در بندر سالونیک قرار دارد.

## تاریخچه
این اردوگاه یک مکان استقرار موقت برای پناهندگان است است در ۱۴ آوریل ۲۰۱۶ میزبان ۳۸۲ پناهنده بود که ۹۵ درصد آنها از پناهندگان سوریه و ۵ درصد بقیه جزو پناهندگان عراقی بودند.
در ۹ ژوئن ۲۰۱۶ حدود ۳۴۰ پناهنده در اردوگاه بندر سالونیک مستقر بودند؛ بیشتر آنها از عراق و سوریه آمدند. آنها قبل از این به اردوگاه Idomeni نرفته بودند، اما پس از حدود ۲ ماه اقامت در اردوگاه Kavala کاوالا، به بندر سالونیک منتقل شدند.
در این اردوگاه برخی افراد در انبار جا داده شده‌اند، درحالیکه سایرین در چادر زندگی می‌کنند.
کمک‌های پزشکی برای چند ساعت در روز وجود دارد، آب کافی برای همه و همچنین آب گرم، اینترنت و برق وجود دارد. یک سازمان یونانی دو بار در روز غذا توزیع می‌کند.